# Tito Junio Severo
Tito Junio Severo (en latín, Titus Iunius Severus) fue un caballero romano de origen hispano que desarrolló su carrera a finales del siglo I en su ciudad de origen de Hispania y en la provincia romana de Britania.

## Cursus honorum

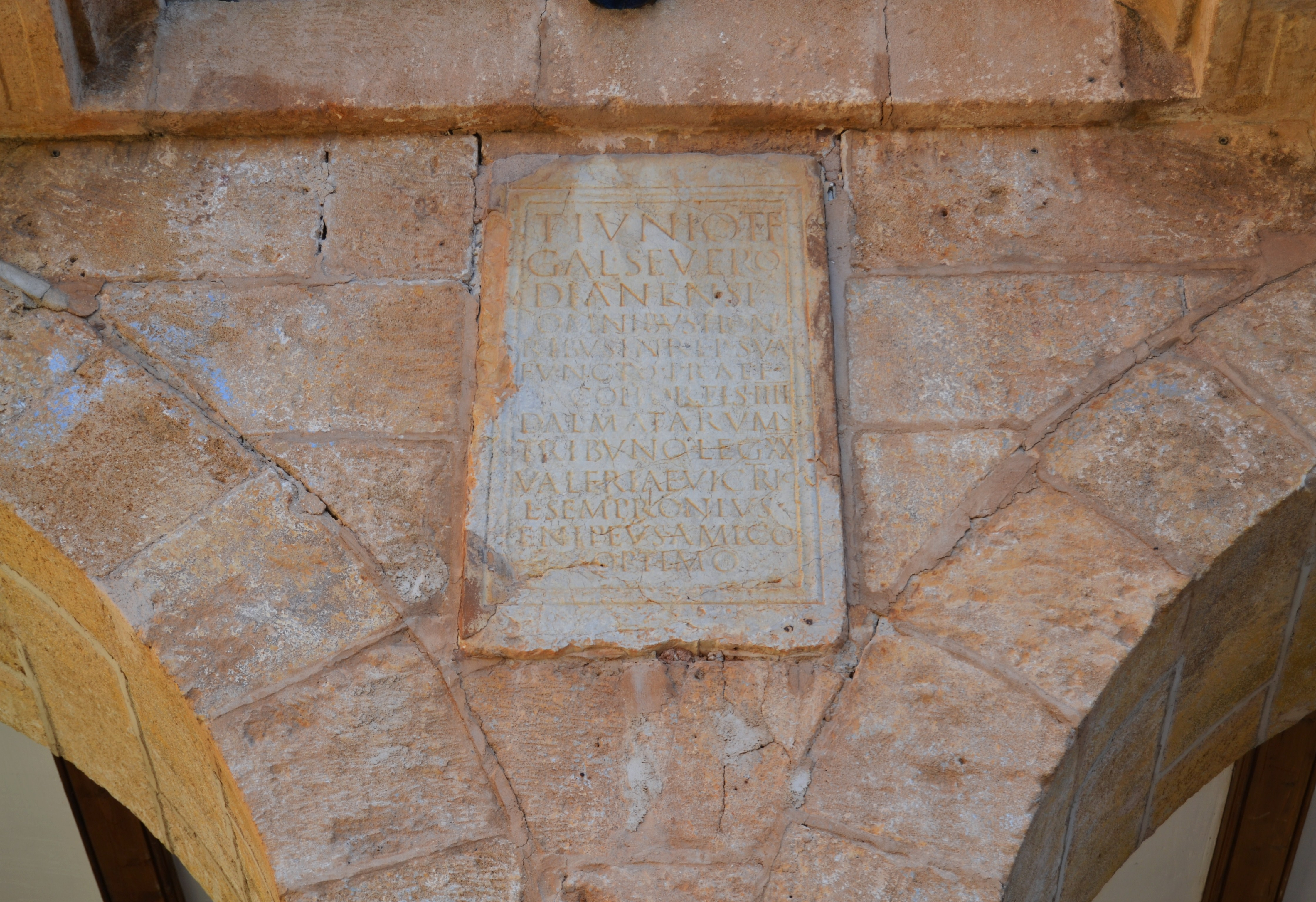
Inscripción CIL II 3583 empotrada en los muros del Ayuntamiento de Denia, en la que aparece el cursus honorum de Tito Junio Severo.

Conocemos su cursus honorum gracias a una inscripción honoraria erigida por su amigo y compatriota Lucio Sempronio Enipeo que se conserva en su lugar de origen, el municipium Dianum (Denia, Alicante, España), y cuyo texto se desarrolla así:

T(ito) Iunio T(iti) f(ilio) Gal(eria) Severo Dianensi omnibus honoribus in re p(ublica) sua functo praef(ecto) cohortis IIII Dalmatarum tribuno leg(ionis) XX Valeriae Victric(is) L(ucius) Sempronius Enipeus amico optimo

El epígrafe indica claramente que Junio Severo era natural de Dianum, en la parte levantina del conventus iuridicus Cartaginense de la provincia de Tarraconense, ya que indica su origo y señala que pertenecía a la tribu Galeria, que es la que corresponde a este municipio y, en general, a la gran mayoría de las ciudades de Hispania fundadas por Julio César y Augusto.
La primera parte de su carrera fue de tipo municipal, porque la inscripción utiliza la expresión omnibus honoribus in re publica sua, lo que equivale a que fue edil, duoviro, miembro del ordo decurionis y, posiblemente, sacerdote de Júpiter, formando parte de las élites locales de Dianum. Su fortuna debía ser lo suficientemente cuantiosa —400 000 sestercios— como para que un emperador de la dinastía Flavia, tal vez Domiciano, le concediese el anillo ecuestre y le integrase dentro del ordo equester, segundo escalón en importancia de la sociedad romana.
A partir de este ascenso, Junio Severo inició una carrera militar canónica que le trasladó a la provincia de Britania, donde desempeñó sucesivamente los cargos habituales de un caballero, primero como praefectus cohortis o comandante de la Cohors IIII Delmatarum, una unidad de tropas auxiliares romanas, y después como tribunus militum de la Legio XX Valeria Victrix, acuartelada en su base de Deva Victrix (Chester, Gran Bretaña). 
Ignoramos si llegó a incorporarse a una tertia militia, que correspondía con el puesto de praefectus alae de un ala de caballería, por lo que debió morir poco después de recibir la dedicatoria de su amigo.

## Descendencia
Tito Junio Severo, senador y consul suffectus en 154, era hijo suyo.